# Geschiedenis van Nederlandse radiostations met jazzprogrammering
De Nederlandse radiostations met jazzprogrammering kwamen op in de jaren 1920. Dit artikel omschrijft de geschiedenis en het verloop van de jazzprogrammering in de Nederlandse cultuur.
De introductie van jazzmuziek en radio als informatie- en cultuurkanaal in Nederland liepen ongeveer gelijk op. De krant was voor de komst van de radio een van de weinige beschikbare informatiekanalen, maar er kon geen muziek klinken en dus niet als beleving mee bij een lezer worden gebracht. Jazz was in Nederland nieuw in de jaren 1920 en werd niet door iedereen gewaardeerd. Het had aanvankelijk vooral een plaats in het uitgaansleven. Voor de radio kwamen er speciale programma's die, eerst schoorvoetend en later ruimer, geproduceerd werden door de publieke omroep. Geleidelijk aan werd jazzmuziek meer geaccepteerd en al voor de Tweede Wereldoorlog had Nederland jazzhelden.
Onderstaand overzicht laat zien welke jazzradioprogramma's er waren, de doelen en karakters ervan -zoals het bijna educatieve 'De geschiedenis van de jazz' van Michiel de Ruyter, het onderhoudende Muziekmozaïek van Willem Duys en het doelbewust opzoeken van cross-overs in 'Is dit nog wel jazz?' en 'Mazen van het Net'; welke mensen eraan meewerkten en er al of niet een personage in de Nederlandse moderne geschiedenis mee werden; en hoe het in de tijd paste, ook ten tijde van de Tweede Wereldoorlog, al dan niet voorzien van extra informatie of gebeurtenissen ter verder onderzoek. Ook wordt daarmee zichtbaar hoe jazzmuziek door de jaren heen in de omroepcultuur en bij het Nederlandse volk werd beleefd ten opzichte van opvattingen van beschaving, omroepbudgetten, bereikbaarheid en vrijheid van cultuur en de invloed ervan op (het format van) radioprogramma's.

## Aanloop

### Uitzendingen van 'De Nederlandse Radio Industrie'
Op 29 mei 1923 was de première van jazz op de Nederlandse radio. Het betrof een uitvoering door de 'Jazz Devils' uit Den Haag onder leiding van J. von Lindern. Deze eerste radio-uitzending kwam tot stand met een zelfgebouwde zender van Hanso Schotanus à Steringa Idzerda in Den Haag. Hier klonken ver onder andere 'De Haagsche Amateur Jazzband Black and White' op 6 december 1923 en een eerste radio-uitzending van Theo Uden Masman's Original Jazz Syncopaters in januari 1924. De Daily Mail, een Engels dagblad, sponsorde de radio-activiteiten van Idzerda. Toen de Engelse uitzendingen populairder werden, moest de 'De Nederlandse Radio Industrie' de uitzendingen beëindigen in 1924.

### Uitzendingen van de NSF (Nederlandse Seintoestellen Fabriek)
Ter stimulatie van verkoop kon de NSF gebruikmaken van een uitzendlicentie. Hierbij klonk onder ander de 'Larentsche Jazzband' (1923) die ook via een telefoonlijn vanuit Hotel Hamdorff te horen was. Dit was zover bekend ook het eerste concert via een lijnverbinding. De uitzendingen van NSF werden gevangen onder de Hilversumse Draadloze Omroep (HDO), gesponsord door C&A, Jamin, de Telegraaf en Philips.

### Uitzendingen van de HDO (Hilversumse Draadloze Omroep)
Verzorgde onder andere uitzendingen van 'The Queen Melodists' onder leiding van Theo Uden Masman (1925), 'The Indian Jazz Band' (1925-1926). De HDO hernoemt zich tot Algemeene Vereeniging Radio Omroep (AVRO). De HDO verzorgde live-(lijn)uitzendingen vanuit La Gaite (Amsterdamse Tuschinsky Cabaret) vanaf 1925, waaronder met het net opgerichte dansorkest The Ramblers. Max Tak was sinds 1925 muzikaal adviseur.

## Na het Zendtijdenbesluit 1930
De Radio Omroep Controle-Commissie (ROCC) stelde een lijst van aanvaardbare muziek op, het zogenaamde 'Repertoire A', toegestaan voor gebruik bij radio-uitzending. Klassieke muziek ondervond hier geen beperking door, 'lichte muziek' echter wel. Over algemeen was er weinig lust om jazzmuziek uit te zenden. 'Alle jazz-excessen dienen geweerd te worden' (Katholieke Radiogids). Hierdoor waren de BBC-uitzendingen met dansmuziek populair. Uitzendingen met 'The Boswell Sisters' werden gevolgd door geluiden van afkeuring waarin 'schande is gesproken over zulk gekrijsch'..
Gaandeweg ontstond er meer kritiek op het functioneren van de omroep, dat, na voorbeeld van de BBC niet een vergelijkbaar radioprogramma kon presenteren. In het periodiek 'Jazzwereld' werden de omroeporkesten als 'verregaand ouderwetsch' beschreven en verzocht men voortdurend 'echte jazz op de radio'. In 1934 werden 7900 handtekeningen overgedragen aan AVRO bij monde van voorzitter baron Tindal, waarbij het verzoek meer 'ware jazzmuziek' te laten horen.
Joh. C Franken vertelde voor het vooroorlogse NCRV programma 'Vragenuurtje' dat de NCRV nooit jazzmuziek uitzendt: 'jazz is nu eenmaal iets van negers en wij zijn nu eenmaal geen zwarten. Daarbij is het meest dansmuziek en van dansen moeten wij niets hebben.' .
In juni 1932 presenteerde Max Tak bij de AVRO een eerste maandelijks radiopraatje over jazzmuziek, waarbij 'orgineele en zuivere jazzplaaten' mochten worden gebruikt.
In 1936 werd op papier gezet dat het VARA's dansorkest onder leiding van Masman regelmatig uitzendingen kon gaan verzorgen, onder eigen naam.
Uit onderzoek van de Nederlands Indische Radio Omroep (NIROM) in 1937 blijkt dat uitzendingen van populaire muziek gewenst zijn, maar geen jazz.

## Bezettingsjaren
In januari 1941 waren de omroepverenigingen terzijde geschoven en was nu één door de NSB geleide staatsomroep actief. In 1941 startte de werving van radiocontroleurs die radioprogramma's moesten beoordelen vanuit nationaalsocialistisch standpunt. Daarbij werd gebruikgemaakt van een zwarte lijst. Muziek van joodse, Engelse, Amerikaanse, Russische en Poolse oorsprong bron werd niet toegestaan. Sinds de bezetting was de verkoop van het aantal radio-ontvangers sterk toegenomen.
Theo Uden Masman's dansorkest speelt bij genazificeerde Nederlandsche Omroep (zoals in de ‘Winterhulp’-uitzendingen), Hans Mossel (vooroorlogse leiding AVRO Dansorkest) wordt vermoord in een vernietigingskamp.
Pianist Dick Willebrandts stelt in 1942 een orkest samen met veel Nederlanders uit het orkest van Ernst van ‘t Hoff, die in 1944 was ontslagen bij de NO en naar België was vertrokken. Het orkest speelt vaak bij de Nederlandsche Omroep. Vanaf 1943 zijn dat ook uitvoeringen die ingezet worden voor de Deutsche Europa Sender, die zijn programma richt op Engeland. Wat Willebrandts tijdens zijn uitzendingen voor de Nederlandsche Omroep en zijn concerten verboden is, wordt bij het werk voor de Deutsche Europa Sender verplicht. Ze brengen Engelstalige Amerikaanse jazznummers.
Als jazzmuziek wordt verboden, wordt Hawaï-muziek, al of niet met een swingende inslag, populair.
Op 5 september 1944 (Dolle Dinsdag) vertrokken medewerkers van de omroep naar Duitsland. Op 9 september werden er geen programma's opgegeven in de ochtendbladen. Niet lang erna werden de uitzendingen van de NO (Nederlandse Omroep) stopgezet. Bij een razzia in oktober 1944 belanden veel radiomusici korte tijd in kamp Amersfoort. Onder andere orkestleider Klaas van Beeck wordt in Duitsland te werk gesteld.
Na de bevrijding pleit in Hilversum een zuiveringscommissie (Commissie voor de Zuivering van Radio) omroeppersoneel de meeste radiomusici vrij van collaboratie. Hiervan zijn in het Nationaal archief stukken aanwezig (Nationaal Archief, idcode 2.04.72, 7,5 meter, 1766 inventarisnummers periode 1945-1957, beperkt openbaar).

### Nazi-propaganda met behulp van radio en jazz
Vanuit Nazi-Duitsland werden via de korte golf programma's uitgezonden gericht op Engeland en de V.S., met presentatoren zoals Lord Haw-haw, met twijfel zaaien als doel. Daarvoor werd jazz-muziek opnieuw opgenomen door het hiervoor opgerichte jazzorkest Charlie and His Orchestra, en voorzien van 'humoristische' en beledigende teksten. Soortgelijke propaganda werd ook in Nederland opgetuigd, zoals de 'Gilclub' die zich voordeed als illegale radiozender.

### De Gilclub
Een door Willem W. Waterman gepresenteerd programma op een als illegale zender vermomde radiozender. Waterman was in maart 1944 hoofdredacteur geworden van Duits-propagandistische weekperiodiek De Gil dat zich voordeed als verzetsblad, waarin hij schreef over jazz en swingende muziek. Na ‘Dolle Dinsdag’ (deze benaming was bedacht door Waterman) begon hij een radiorubriek ‘De Gilclub’. Om  het illegale karakter van de zender te suggereren, mocht van den Hout ‘verboden platen’ met Amerikaanse jazz laten horen uit de Hilversumse archieven. Of er ook opnamen vanuit de organisatie van Duitse radio-propaganda, zoals opgenomen en uitgevoerd door Charlie and his Orchestra, zijn uitgezonden op de Gilclub, is niet bekend.
In het programma werd smalend gesproken over ‘negermuziek’ met anti-Amerikaanse dialogen, afgewisseld door New Orleans- en dixieland . De Gilclub’ heeft nagenoeg tot aan de bevrijding kunnen blijven bestaan.

## Bevrijdingsperiode

### Radio Herrijzend Nederland(HZ)
Een tijdelijk radiostation ten tijde van de bevrijding, dat uitzendingen verzorgde van 2 oktober 1944 tot 19 januari 1946.
Na de bevrijding van het zuiden van Nederland in september en oktober van 1944, start de radio-omroep Radio Herrijzend Nederland (HZ) vanuit Eindhoven. Op maandag 2 oktober 1944 is de eerste proefuitzending, de dag erop gevolgd door een volledig programma. Voornaamste doel is informeren en bemoedigen met onder andere nieuwsberichten, reportages en zes uur per dag grammofoonmuziek. De radiomakers konden maar van een honderdtal platen gebruikmaken. Extra platen kwamen daarom uit Londen en Brussel. Ook de regionale bevolking stelden hun verzamelingen ter beschikking. In juli 1945 vertrok de HZ naar Hilversum, waar echter de samenwerking niet goed vlotte, zodat de HZ vanuit Eindhoven bleef uitzenden. Enige onduidelijkheid was inmiddels ontstaan over het verschijnsel jazz (oude stijl versus swing).
De HZ zond losse jazzuitvoeringen uit van het Ted Powder Sextet en combowerk van altsaxofonist/gitarist Lex van Spall en violist Sem Nijveen. Daarnaast bestonden wekelijkse swing- en jazzplatenprogramma’s van ongeveer een half uur, soms gewijd aan één jazzmusicus, zoals Duke Ellington en Louis Armstrong. Het betrof voornamelijk vooroorlogse platen. Nieuwe opnamen waren er nog niet.
De uitzendingen werden niet door iedereen op prijs gesteld. Zo is er een stuk “Moderne Wanklanken” in het nieuws- en advertentieweekblad de
Geldersche Krant van januari 1946 waar de auteur zich stoort aan de grote hoeveelheid “cacophonie van kattengekerm, berengebrul en andere lawaaikronkels” bij HN en bij de Gendringsche Radio die soms voor de aandrang van “een verdwaasden jazz-maniak” zwichtte.

### American Forces Network (AFN)
Vanaf 4 juli 1943 (met behulp van de BBC). Legeromroep met het doel het brengen van Amerikaans amusement voor de troepen in Europa. Het netwerk strekte zich na D-day uit over heel Europa. Gedurende het
lenteoffensief (1945) had de AFN ook bereik in Duitsland. Naast nieuws en sport bracht de AFN in de VS geregistreerde shows en muziek, waarbij de presentatie ontspannen en sympathiek was; dit in tegenstelling tot de formelere BBC. Materiaal werd aangeleverd door de American Forces Radio Service (AFRS). Op platen van 40 cm diameter werden de registraties naar Amerikaanse bases gebracht. De bands van Benny Goodman, de Dorsey Brothers, Artie Shaw, Count Basie, Stan Kenton, Gene Krupa, Les Brown en talloze anderen traden op in opdracht van de AFRS. Dit betrof ook Nederlandse musici als De Millers, de combo van klarinettist Harry Pohl, de Four Flying Dutchmen, het Rita Reys Sextet met drummer Wessel Ilcken, het Stardust Quintet onder leiding van drummer Nick Vollebregt. De Ramblers kwamen tijdens hun tournee langs Amerikaanse legerplaatsen in 1948. Het AFN-programma ‘Midnight in Munich’ gebruikte als tune het nummer ‘Bouncin’ in Bavaria’, een compositie van Ramblers-arrangeur Jack Bulterman.
Door de actuele jazzuitgaven te laten horen en de manier van presenteren is de AFN van invloed geweest op de Nederlandse jazzluisteraars en radiomakers,zoals Pete Felleman (zie hieronder).

### Stichting Radio Nederland in Overgangstijd
Na het einde van Herrijzend Nederland in 1946 was Stichting Radio Nederland in den Overgangstijd een overkoepelende organisatie waarin de radioverenigingen konden werken. In 1947 was het rechtsherstel gereed en daarmee de zelfstandigheid van de elke vereniging. Daarbij werd de Nederlandse Radio Unie opgericht, die de verantwoordelijkheid droeg voor de
gezamenlijke programma’s en een facilitaire functie had. 16 januari 1946 waren omroepen weer met eigen naam actief.

## Publieke omroep
In de beginjaren na de oorlog hadden sommige omroepen nog moeite met het plaatsen van jazzmuziek. De presentatie was nog wat stroef en formeel. De AVRO zond uit wat toen populair was. Dit betrof dansmuziek en minder de niet op dans gerichte jazz. Veel materiaal was er ook nog niet. De VARA had swingprogramma's en optredende combo's en oudere jazz. De KRO wees de 'gevaarlijke' Amerikaanse Jazz af, maar wilde wel populaire radioprogramma's maken, waardoor er af en toe toch iets jazz-achtigs doorheen glipte.
Bij de NCRV-leiding gaf men toe dat men mogelijk "te veel muziek geven voor het ontwikkelde publiek" maar jazzmuziek uitzenden was meer iets voor een amusementsvereniging. Drs. M. Geerink Bakker -later directeur van de NCRV- verklaarde het in de 'Omroepgids' als volgt: 'Jazzmuziek hangt van syncopen aan elkaar. Syncopen verstoren de maatindeling. De maatindeling vertegenwoordigt de orde. Onze God is een God van orde. Wanorde komt van Gods tegenstander, de satan. Ergo: Jazzmuziek is werk van de duivel'.
De VPRO heeft tussen 1950 en 1953 jazzgerelateerde uitzendingen gecanceld.

### Wat weet u van jazzmuziek? (AVRO)
Een tweewekelijks programma vanaf 15 april 1946 tot begin 1948. Gebruikte herkenningsmelodie was “Junior Hop” van Johnny Hodges. Geproduceerd door de Haagse vereniging, Nederlandse Studieclub voor Jazzmuziek, Dutch Swing College (Dutch Swing College Club, DSC genoemd).

### Ochtendrhythme (AVRO)
1946 en 1947 op donderdagmorgen. Inhoudelijk bestond dit uit een 'swingende platencocktail'.

### New Orleans Style (VARA)
Vanaf 6 september 1946 tot 30 mei 1947. Liveprogramma met presentatie van Coen Serré, met medewerking van de Amsterdamse Jazz Sociëteit (AJS).

### Swing & Sweet, from Hollywood & 52nd Street (SES) (VARA)
Van 6 juni 1947 tot 1951. Presentatie Pete Felleman. De "Trumpet Blues" van Harry James and his Musicmakers werd als tune gebruikt. Felleman putte zowel inspiratie als gegevens uit
het programma ‘Midnight in Munich’ dagelijks gepresenteerd door Ralph "Muffit” Moffat bij het American Forces Network (AFN). Moffat draaide de nieuwste platen en signaleerde de modernste trends. "Toen hoorde ik Stan Kenton voor het eerst. Dat was het overdonderende geweld van de vrijheid. ‘Artistry in Rhythm’. Die inzet alleen al was een symbool voor een nieuwe wereld die ontstond.". Felleman verkreeg zijn jazzplaten door piloten die regelmatig tussen Amerika en Nederland vlogen bij hem thuis onderdak te verschaffen. Felleman kon daardoor actueel zijn en was de eerste die bebop liet horen. Het programma werd zorgvuldig samengesteld. Er moest voldoende variatie zijn in stijlen en toonsoorten. Daarbij hanteerde Felleman een vlottere ontspannendere presentatie dan toen gebruikelijk, dat in de smaak viel.

### USA Cabaret (VARA)
Vanaf 1948. Nieuwe jazzreleases.

### Hit Kit, Successen van over de Oceaan
1948-1949

### Humor & Rhythm
1949.

### Voor de Vuist weg
1950. Een programma met improviserende musici.

### Song uit het verleden in de stijl van heden
1951.

### Swing Corner (AVRO)
Vanaf oktober 1948 tot 1950. Platen en enkele liveopnamen.

### LP Parade (VARA)
Vanaf 1951 volgde de LP Parade Swing & Sweet, eveneens met Felleman. Hier werden meerdere muziekgenres gebruikt.

### AVRO Jazz Sociëteit
Van 1952 tot 1958 gepresenteerd door Michiel de Ruyter.

### VARA Radio Jazz Club
Van 1958- Vrijdagavond, presentatie Michiel de Ruyter.

### Oude en Nieuwe Waarden in de Jazz
Januari 1960 tot oktober 1961.

### Radio Jazz Magazine (VARA)
Tweewekelijks, woensdagavond van oktober 1961 tot oktober 1972. Studio-sessies, blinde tests, nieuws en reportage.
Aad Bos (presentator en redactie), Kees Schoonenberg (redactie, regie en productie), Michiel de Ruyter(presentatie).

### RJM 3 (Radio Jazz Magazine op 3)
In 1967 start de nieuwe jongerenzender Hilversum 3. In RJM3 is vooral zwarte muziek zoals gospel en soul te horen. Wordt na 18 maanden stopgezet.

### Jazz uit het Historisch Archief
In oktober 1968 begon Pim Gras met zijn wekelijkse radioprogramma Jazz uit het Historisch Archief bij de AVRO. Nog geen maand daarna nam de NRU het programma over en zou Gras het programma voor de NOS blijven presenteren tot het begin van de jaren 90.
Het programma is op verschillende zenders en tijden te horen geweest, voornamelijk Hilversum 1, 2 en 5. Variërend van half 3 in de middag tot 11 uur ’s avond. 
Gras richtte zich uitsluitend op jazz voor de bop-periode en besteedde ook aandacht aan bijzondere nieuwe lps met nooit eerder uitgeven werk van beroemde (Amerikaanse) musici. Uitgaven van het (onder andere) door hem opgerichte Nederlands Jazz Archief en audio restaurateur Harry Coster.
De zomeruitzendingen stonden in het teken van het Oude Stijl Jazzfestival Breda, waar de NOS opnamen maakte. Deze uitzendingen werden, in tegenstelling tot de reguliere uitzendingen op de middengolf, op Hilversum 2 uitgezonden vanwege de betere geluidskwaliteit.
Pim Gras heeft zijn werk voortgezet bij de Concertzender (zie hieronder)

### Jazz & Blues
Vanaf 1972.
Opvolger van RJM 3. Aad Bos en Michiel de Ruyter.

### NOS Jazz
Vanaf 1972. Presentatie en samenstelling Michiel de Ruyter.

### TROS Sesjun
Van 1973 tot en met 2004. Presentatie Cees Schrama. Langst bestaande live jazzprogramma ter wereld (Guinness Book of Records). Optredens van uit binnen- en buitenland in Nick Vollebregt's Jazzcafe in Laren. Opnames ook voor televisie (1996-2000). Werd ook via de Wereldomroep in o.a. Amerika, Australië en op de Antillen uitgezonden.
Het programma is bedacht door Dick de Winter (1936-2012), dat begon op 17 mei 1973 in De Boerenhofstede.

### AVRO's Swingtime
Van 1978 tot en met 1986. Wekelijks op Hilversum 1, later op Hilversum 3. Huisorkest The Skymasters met dirigent Tony Nolte.
Presentatie Pim Jacobs. Belangrijkste arrangeurs John Clayton, Kenny Napper en Rob Pronk

### Nine o’clock jazz (KRO)
Van april 1979 tot september 1984. Wekelijks op Hilversum 1 tussen 21.00 en 22.00. Samenstelling Henk Bouwman, Edwin Rutten en Lex Lammen. Lammen presenteert ook dit programma. Het programma bevat ook frequent optredens van Rob Pronk, Rogier van Otterloo's Metropole Orkest. In het KRO-restaurant spelen conservatoriumstudenten.
Tot eind september 1984 zal Nine o’clock jazz bestaan. Als gevolg van bezuinigingen moeten de grootscheepse concerten en compositie-opdrachten beperkt worden en wordt de jazz-redactie verkleind. Zonder Edwin Rutten en het Metropole Orkest gaan producer Henk Bouwman en samensteller/presentator Lex Lammen nu verder met KRO’s Jazz Connection.

### Jazz Connection (KRO)
1984 tot 1993. Lex Lammen (samenstelling en presentatie), Henk Bouwman (productie). Eigen registraties, quiz (Aks Me Now) en column van de in New York verblijvende Dick Sudhalter. In 1993 wordt een 'verjonging' doorgevoerd.

### Geschiedenis van de jazz (NOS)
Van 7 oktober 1979 tot en met 10 juni 1994. Presentatie Michiel de Ruyter. De serie is afgebroken door het overlijden van de Ruyter in 1994. De voorbereide uitzendingen (typoscripten 696 en 697) zijn nooit uitgezonden. Het programma is opnieuw te beluisteren geweest bij de Stichting Concertzender.

### Muziekmozaïek (AVRO)
Wekelijks zondagmorgenprogramma van 1962 tot 27 juni 1999. Presentatie Willem Duys (1928-2011). Met een voorkeur voor easy listening, niet te onstuimige jazz. Door de invloed van een hersenbloeding op zijn spraakvermogen achtte Duys zichzelf niet meer in staat goed te presenteren en eindigde het programma.

### De jazz van Pete Felleman
Een derde comeback van Pete Felleman sinds 1947. Felleman krijgt in 1988 in het VPRO-programma Borát een korte rubriek, waarbij hij de muziek voorziet van de namen van musici, met name bij inzet van een nieuwe solist.

### VPRO-jazz op vier
Presentatie Aad Bos (tot 1996), later Vera Vingerhoeds (samenstelling en presentatie). Concertopnamen, aandacht voor Nederlandse ensembles. In 2006 ging VPRO-Jazz over naar Radio 6.

## Radio Nederland Wereldomroep
Zelfstandige organisatie (stichting) behorend tot het domein publieke omroep. Naast uitzendingen in het Nederlands voor in het buitenland levende of verblijvende landgenoten, ook uitzendingen in diverse andere talen met als doelstelling het geven van een beeld van Nederland o.a. door middel van onafhankelijke berichtgeving en culturele producties, deze laatste dikwijls in samenwerking met binnenlandse omroepen (zoals bijvoorbeeld het TROS programma Sesjun en concerten van het Concertgebouw Orkest). De televisieafdeling van de Wereldomroep, RNTV (Radio Netherlands Television), produceerde - ook vaak in coproductie met binnenlandse omroepinstellingen - culturele documentaires die een beeld van het Nederlandse culturele leven gaven. Op de jaarlijkse televisiebeurs MIP TV in Cannes werden de rechten van deze producties internationaal verkocht. Hetzelfde gebeurde met de muziekproducties, die op cd via de muziekbeurs MIDEM in Cannes aan buitenlandse radiostations werden aangeboden. De Wereldomroep zond aanvankelijk alleen uit via de korte golf met steunzenders op verschillende locaties in de wereld, maar later in toenemende mate via lokale FM stations in de doelgebieden van de taalafdelingen, waar de programma's via satellietverbindingen werden aangeleverd. De Wereldomroep was initiatiefnemer van de Nederlandstalige satelliettelevisiezender BVN tv (Beste van Nederland en Vlaanderen) en had tevens een internationaal opleidingscentrum (Radio Netherlands Training Center) waar journalisten en programmamakers uit derde wereldlanden werden opgeleid. In 2011 werd bekend dat de radio-uitzendingen verdwijnen en de focus na een ingrijpende reorganisatie komt te liggen op landen waar geen persvrijheid is. Alles gebeurt nu via internet. De financiering is ingrijpend verlaagd en overgebracht van het ministerie van OC&W naar Buitenlandse Zaken.

### World Wide Jazz
Tot 1 mei 2011. Accent ligt op Nederlandse jazz en ensembles, samenstelling en presentatie Hans Mantel.

## Concertzender

### Grasduinen in Jazzmuziek
Presentatie en samenstelling door oud-nieuwslezer Pim Gras (1933-2000) tot diens overlijden. Nadruk op oudere jazzopnamen en informatie, in samenwerking met het Nederlands Jazzarchief. Daarbij was Pim Gras in bezit van een grote collectie 78-toeren-platen. Gras heeft een bijdrage geleverd aan de herwaardering van oudere jazz. De laatste 'Grasduinen' betrof een in-memoriam-uitzending.

### Het Grote Geluid
Een programma over bigbands. Presentatie en samenstelling Lex Lammen. Werd later bij een technicus thuis opgenomen waarna het programma via internet te beluisteren was.

### Lüdeke Straight Ahead
Een programma met hedendaagse en toegankelijke jazz, gepresenteerd door Jaap Lüdeke (1935-2009). Lüdeke was ook vanaf 1976 presentator op het North Sea Jazz Festival.

## Sublime FM

### Sublime Vintage
Van 2012 tot en met 1 maart 2015. Samenstelling en presentatie (bassist) Hans Mantel. Zowel nieuwe als oudere opnamen, doorgaans met enige muzikale toelichting.